# Nikolaj Zinin
Nikolaj Nikolajevitj Zinin (ryska Николай Николаевич Зинин), född 25 augusti 1812 i Sjusja, död 18 februari 1880 i Sankt Petersburg, var en rysk organisk kemist. Han är känd för den så kallade "Zinin-reaktionen". 
Han var ledamot av Vetenskapsakademin i S:t Petersburg och förste president av ryska fysiska och kemiska societeten (1868-1877).
I S:t Petersburg var han privatlärare i kemi för den unge Alfred Nobel.
1842 spelade Zinin en viktig roll i bestämningen av anilin.